# Policijski radio
Policijski radio je projekat realizovan od strane autora Nika Krova (engl. Nick Crowe), istraživača sa Univerziteta u Mančesteru (Manchester Metropolitan University), u saradnji sa članovima Policije Mersirsajda (Merseyside Police Force), u periodu između 2001. i 2003. godine. Svi članovi policije koji su učestvovali u ovom projektu su bili na redovnim dužnostima, u patrolama – tako da su program kreirali tokom svakodnevnih dužnosti. Završni rad ima formu web radio stanice, koja kontinuirano emituje seriju emisija u kojima članovi policije imaju ulogu disk džokeja, te sami biraju muziku koja čini emisije, a koja je upotpunjena njihovim komentarima i razgovorom za vreme obavljanja svakodnevnih dužnosti.

## Spoljašnje veze
- Vebsajt Policijskog radija
- Vebsajt Nika Krova